# Céline Dumerc
Céline Dumerc, née le 9 juillet 1982 à Tarbes (Hautes-Pyrénées), est une joueuse française de basket-ball, ancienne internationale. Gauchère et mesurant 1,69 m, elle a évolué au poste de meneuse de jeu.
Surnommée Caps’ (de « capsule »), elle s’impose peu à peu comme une des meneuses majeures de l’équipe de France, dont elle devient la capitaine. Avec celle-ci, elle remporte un titre européen, lors du championnat d'Europe 2009, une médaille de bronze lors de l'édition suivante, en championnats d'Europe 2011, la médaille d'argent aux Jeux olympiques 2012 de Londres, puis la médaille d'argent aux éditions 2013, 2015 et 2017 du championnat d'Europe.
Avec 262 sélections, elle détient le record de sélections en équipe de France de basket-ball hommes et femmes confondus.

## Biographie

### Carrière en club
Céline Dumerc est issue d'un milieu modeste, son père occupant le métier d'artisan et sa mère le métier de comptable. Pratiquant le basket-ball, comme cette dernière dans le passé, elle évolue à Tarbes Gespe Bigorre avant de rejoindre le Centre fédéral de basket-ball, basé à l'Institut national du sport, de l'expertise et de la performance (INSEP). Elle y fait la connaissance  d'un autre joueur marquant du basket-ball français, celui-ci rejoignant l'INSEP la même année, Tony Parker. C'est dans son ancien club de Tarbes qu'elle signe son premier contrat professionnel. Elle y évolue de 2000 à 2003, terminant finaliste du championnat de France en 2003 et participant à la finale de la Coupe Ronchetti l'année précédente, contre le club italien de Famila Schio.
Désireuse de se confronter à des joueuses de haut niveau pour continuer sa progression, elle désire évoluer dans un club disputant l'Euroligue comme elle vient de le faire cette dernière saison avec Tarbes. Elle rejoint ainsi le club de CJM Bourges Basket qui est en cours de renouvellement avec l'arrêt de Yannick Souvré et l'arrivée d'un nouvel entraîneur Pierre Vincent,  le président Pierre Fosset désirant « lui offrir la succession de Yannick Souvré. Elle est donc arrivée en même temps que Pierre Vincent, qui lui a de suite confié beaucoup de responsabilités ».
Après deux finales du championnat, en 2004 et 2005, perdues face à l'USVO, elle remporte son premier championnat en 2006. Cette saison voit également le club remporter la coupe de France et le tournoi de Fédération. En Euroligue, Bourges s'incline d'un point en quart de finale, 70 à 69, face au club de Brno, futur vainqueur de la compétition.
L'année suivante, l'USVO reprend le titre de champion de France face aux Berruyères, celles-ci remportant pour leurs parts le tournoi de la Fédération. En Euroligue, Bourges atteint le Final Four, disputé à Vidnoye. Le club échoue face au club espagnol de Valence en demi-finale sur le score de 73 à 59. Dumerc manque totalement sa rencontre, ayant considéré l'accession comme un but en soi. 

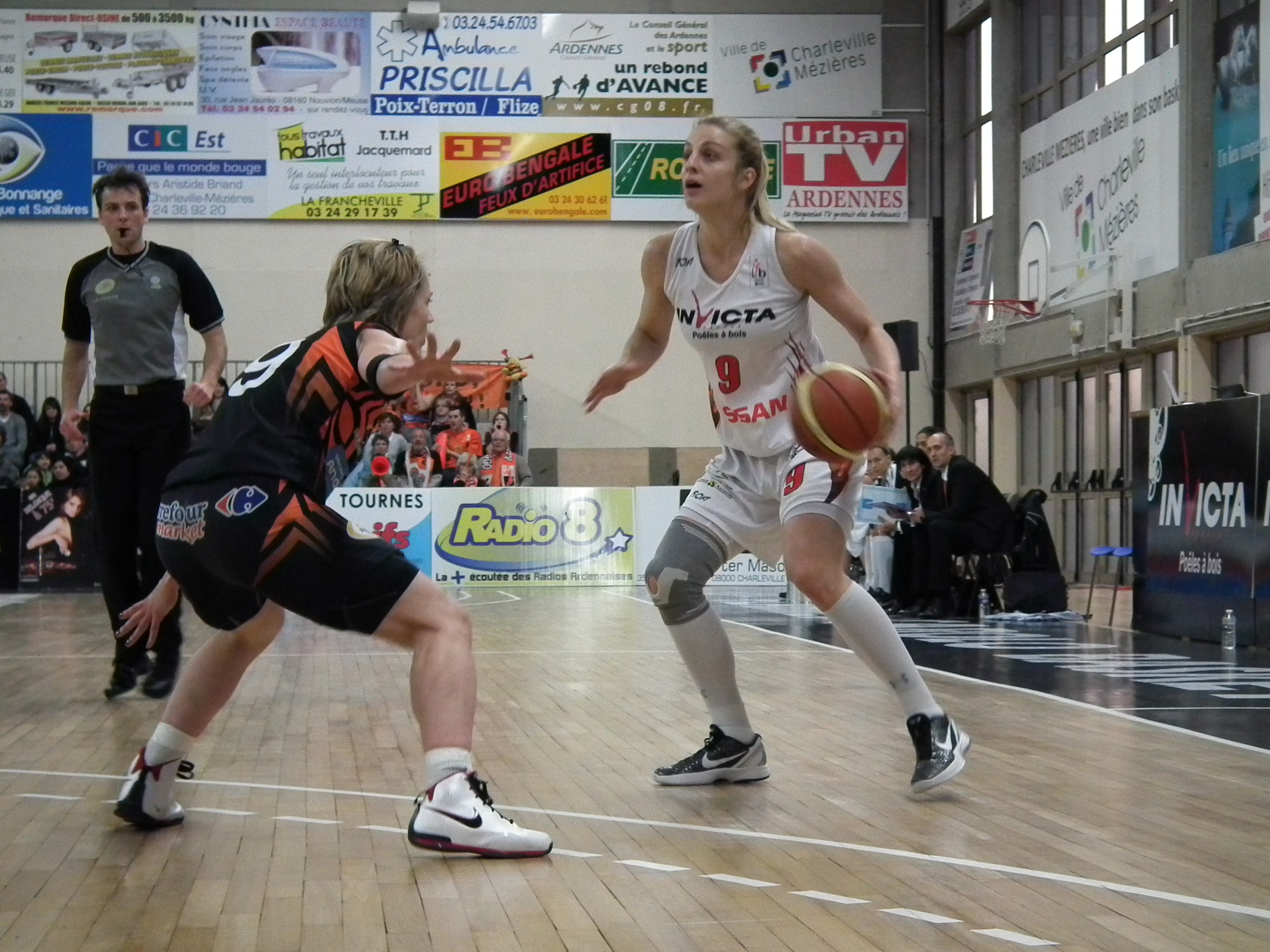
De dos, en défense contre Ekaterina Dimitrova.

L'année suivante, Bourges domine la Ligue féminine de basket, remportant le championnat face au club de Lattes-Montpellier. Elle reçoit le titre de meilleure joueuse française, ses coéquipières, l'Australienne Belinda Snell remportant le titre pour les étrangères et Nwal-Endéné Miyem chez les espoirs. Les Berruyères retrouvent également le Final Four de l'Euroligue. Elles disputent la demi-finale face à Brno qui évolue à domicile. Elles ont longtemps mené au score avant d'être rejointes en fin de match (77-77) et de perdre pied en prolongation sur le score de 90 à 81. Durant cette saison d'Euroligue, Dumerc participe au All Star Game au sein de l'équipe européenne.
Après avoir une première fois renoncé à une offre en 2007, elle signe pour le club russe de l'UMMC Iekaterinbourg pour la saison 2009-2010 où elle rejoint sa compatriote Sandrine Gruda, qui effectue sa troisième saison au club. Elle manque toutefois le début de la saison de sa nouvelle équipe en raison d'une blessure, disputant son premier match d'Euroligue sous ses nouvelles couleurs en décembre 2009. En janvier, le club remporte la coupe de Russie aux dépens du Spartak région de Moscou. Ce dernier club prive le club de Gruda et Dumerc d'une finale en Euroligue en remportant la demi-finale du Final Four de Valence sur le score de 87 à 79. Lors de cette compétition, elle présente un temps de jeu 21 minutes 3 avec des statistiques de 4,5 points, 2,2 rebonds et 2,6 passes. Plus tard dans la saison, les deux équipes se disputent un nouveau titre : Ekaterinbourg remporte le championnat de Russie en l'emportant en deux manches 70 à 62 puis 73 à 67.
En 2010-2011, Céline Dumerc et son équipe s'inclinent en demi-finale de l'Euroligue face au Spartak région de Moscou, avec 2 points et 2 rebonds de Dumerc, sa compatriote Sandrine Gruda présentant des statistiques de 4 points et 7 rebonds. Lors du match pour la troisième place, remportée 64 à 52 à Valence, Céline Dumerc inscrit 6 points, capte 5 rebonds et réussit 5 interceptions en 33 minutes. Ekaterinbourg prend sa revanche sur le Spartak en remportant le championnat russe. Sur la saison, les statistiques de Dumerc sont de 4,2 points, 3,0 rebonds, 3,5 passes, 2,5 interceptions en un peu plus de 27 minutes. Elle se classe ainsi au douzième rang des passeuses et au deuxième rang des interceptrices.
Après ces deux saisons en Russie, où la vie de « mercenaires, pour faire un boulot et gagner de l’argent. » ne correspondant pas à ses attentes, elle revient à Bourges. Pour sa première saison depuis son retour, elle participe à une nouvelle campagne européenne en Euroligue, campagne qui se termine finalement en huitième de finale face au club espagnol de Rivas Ecópolis, futur finaliste de la compétition. Elle termine à la huitième place du classement des passeuses avec une moyenne de 4,3 passes. Elle ajoute également 9,6 points, 3,9 rebonds et 1,5 interception. En France, elle remporte un nouveau titre de championne de France en s'imposant en deux à zéro face aux joueuses de Basket Lattes Montpellier Agglomération. Par contre, les Berruyères sont battues en finale de la coupe de France par le club d'Arras Pays d'Artois Basket Féminin.
Fin 2012, considérant la faible exposition du sport féminin dans les médias et son insuffisante reconnaissance dans la société malgré ses résultats sportifs, elle s'engage - tout comme Emmeline Ndongue et Endy Miyem - avec le club de Bourges pour organiser les premiers états généraux du sport féminin en équipe. Lors du Final Eight de l'Euroligue 2012-2013,  après une défaite initiale face au club turc de Fenerbahçe İstanbul, avec 6 points, 1 passe, 1 rebond et 6 balles perdues de Dumerc, elle se ressaisit lors de la rencontre suivante, face au Spartak, en terminant meilleure marqueuse de la rencontre avec 21 points, auxquels elle ajoute 6 passes et 6 rebonds, 1 interception mais 5 balles perdues. Avec la victoire sur le score 71 à 64, les Berruyères conservent leur chance de rejoindre les demi-finales. La victoire face à Schio sur le score de 60 à 56, 6 points, 5 passes et 5 balles perdues de Dumerc, et la victoire de Fenerbahçe sur le Spartak, donne le droit à la meneuse française de retrouver son ancienne équipe de Iekaterinbourg en demi-finale. Cette dernière, grande favorite de la compétition, s'impose nettement sur le score de 73 à 44. Lors du match pour la troisième place, les Berruyères s'imposent 65 à 57 avec 24 points de Dumerc, son meilleur total de la saison en compétitions européennes, 7 rebonds, 3 passes, 1 interception et 1 balle perdue de sa meneuse. Sur la scène française, Bourges s'incline en quart de finale de la Coupe de France, puis, après une deuxième place de la phase régulière, l'équipe berruyère s'impose en finale du championnat face à Montpellier sur le score de deux à un, s'inclinant tout d'abord à domicile sur le score de 52 à 54 avec 12 points, 5 passes et 5 pertes de balle de sa meneuse, puis remportant les deux rencontres disputées chez son adversaire, 60 à 53 avec 8 points de Dumerc, 7 passes, 4 interceptions, puis 64 à 54 lors de la rencontre décisive où Dumerc est une nouvelle fois décisive avec 12 points, 7 rebonds, 7 passes et 7 fautes provoquées.
Lors de la saison 2013-2014, elle est sacrée meilleure joueuse française du championnat pour la seconde fois après la saison 2007-2008. Bourges finit en tête de la saison régulière. 
En 2013-2014, elle accroche avec Bourges la quatrième place de l'Euroligue, jouant 18 matches pour 8,9 points, 4,9 rebonds et 4,9 passes décisives de moyenne. Elle s'engage dans plusieurs initiatives caritatives en tant que marraine des Championnes de cœur ou pour l'UNICEF.
Bourges remporte en 2014 sa huitième coupe de France face à Villeneuve-d'Ascq par 57 points à 48.
En février 2016, elle annonce son départ de Bourges à la fin de la saison en cours et s'engager pour deux années avec Basket Landes. Elle est élue troisième meilleure joueuse française de la saison 2015-2016.
Toujours efficace, ses 10 points, 9 rebonds et 8 passes décisives sont précieux à la victoire des siennes 66 à 59 lors de la réception de Bourges le 10 décembre 2016.
Lors de l'Open LFB 2019 comptant pour la 1ère journée du championnat 2019-2020, elle devient la deuxième meilleure marqueuse de l'histoire de la LFB et la joueuse ayant disputé le plus de rencontres (480 matchs disputés).
Le 15 mai 2021, elle devient championne de France avec l'équipe de Basket Landes qui remporte pour la première fois le titre en battant Montpellier.
La saison suivante, elle décroche sa sixième Coupe de France, la première de Basket Landes, contre son ancien club de Bourges, après deux prolongations.
Le 8 avril 2023, Dumerc bat le record de points inscrits dans l'histoire de la Ligue féminine, record détenu auparavant par Paoline Salagnac avec 4648 points. Elle détient également les records en championnat du nombre de matches joués, de passes décisives et d'interceptions.
Le 2 mai 2023, elle annonce prendre sa retraite au terme de la saion.

#### WNBA
Elle décide au début de l'été 2014 de rejoindre la WNBA afin d'intégrer la franchise du Dream d'Atlanta, équipe avec laquelle elle signe un contrat courant sur plusieurs saisons, les termes de ce contrat n'étant toutefois pas publiés. Également sollicitée par le Liberty de New York, elle déclare après son choix du Dream : « Dans la carrière d'une basketteuse, aller vivre une expérience aux USA, je pense que c'est un plus. […] Auparavant […] j'avais à cœur de faire toute la préparation avec les équipes de France, de ne pas rater quoi que ce soit ; là, je l'ai joué un peu égoïste, je me suis dit, à moi de me faire plaisir ». Arrivée un peu après le début de la saison 2014, elle prend plaisir à cette expérience  en découvrant les villes américaines et des salles de capacité supérieures à celles de France, et ce d'autant plus que le Dream détient le meilleur bilan de la Conférence Est. Présente dans la rotation, elle est remplaçante : « J’ai dû m’adapter et apprendre à rester dans le match alors que je ne joue pas beaucoup et à l’inverse il m’arrive aussi de parfois jouer beaucoup d’un coup. C’est très intéressant comme challenge pour moi et cela m’a obligé à adapter mon jeu. » Elle est appréciée de la leader du Dream Angel McCoughtry : « Elle est une vraie meneuse sur le terrain et joue très dur en défense. Son expérience nous aide beaucoup et elle sait comment rendre ses coéquipières meilleures. » Au 2 août, elle est la meilleure passeuse de WNBA au ratio du temps de jeu. Si le Dream termine à la première place de la Conférence Est, la franchise d'Atlanta est battue sur le fil lors de la troisième manche par le Sky de Chicago. Céline Dumerc ne peut participer aux deux dernières rencontres étant blessée au genou.

### Sélection nationale
Elle obtient ses premières récompenses avec l'équipe de France lors du championnat d'Europe cadettes de 1997, compétition où la France termine troisième. Elle termine celle-ci avec des statistiques de 4,4 points, 1,9 rebond et 2,4 passes décisives. L'année suivante, elle termine à la dixième place du Championnat d'Europe juniores où elle termine avec des statistiques de 3,1 points, 2,7 rebonds, et 1,0 passe. Deux ans plus tard, elle termine cinquième du championnat d'Europe de cette même catégorie d'âge, 6,5 points, 3,2 rebonds, et 1,9 passe puis cinquième du championnat du monde juniores avec 14,3 points, 4,3 rebonds et 2,1 passes. Lors du Championnat d'Europe des 20 ans et moins disputé à Zagreb, elle obtient sa deuxième médaille internationale, le bronze, avec une sélection qui compte des joueuses qu'elle retrouve plus tard en sélection A, Emmeline Ndongue, Aurélie Bonnan, Émilie Gomis ou Gaëlle Skrela. Ses statistiques sur ce tournoi sont de 8,9 points, 5,8 rebonds et 3,9 passes. Elle remporte une nouvelle médaille l'année suivante, lors du championnats du monde des -21 ans 2003, compétition où la France obtient la médaille de bronze. Ses statistiques sont de 7,9 points, 2,2 rebonds et 2,8 passes, meilleure passeuse de la compétition, ce qui contribue à son titre de meilleure meneuse de la compétition.
C'est cette même saison qu'elle obtient sa première sélection avec la sélection A, le 23 août 2003 à Lorient contre la Slovaquie. Avec celle-ci, les débuts sont plus laborieux, Alain Jardel privilégiant les « anciennes », championnes d'Europe 2001, aux jeunes joueuses.
Lors de sa première compétition majeure avec les Bleues, lors du championnat d'Europe 2005, la France échoue en quart de finale face à la Russie puis termine à la cinquième place grâce à une victoire 85 à 62 sur la Lettonie. Dans cette compétition, où ses statistiques sont de 6,6 points, 0,9 rebond, 3,6 passes en un peu plus de 19 minutes, ses meilleures performances sont de 8 passes, face à la Pologne, et 16 points face à la Lituanie, lors des deux matchs de classement.
Cette place de cinquième assure à la France une participation au championnat du monde 2006. Lors de la préparation à celui-ci, elle inscrit 19 points lors d'une rencontre face à la Chine, ce qui est alors son meilleur score en sélection.
- Quatrième de son groupe du second tour, la France échoue en quart de finale face au futur vainqueur, la sélection australienne[56]. Elle remporte ensuite ses deux matchs de classement pour terminer à la cinquième place. Deuxième passeuse française avec 2,9 derrière Audrey Sauret-Gillespie, elle inscrit 5,9 points avec 43,2 % à deux points et 37,5 % à trois points, capte 2,4 rebonds[57].

Lors du championnat d’Europe 2007 disputé en Italie, les Françaises, désormais dirigées par Jacques Commères, échouent en quart de finale face à la Lettonie sur le score de 66 à 62. Lors de ce dernier match, elle termine avec 7 points, 2 sur 11 à deux points et 1 sur 8 à trois points, captant également 3 rebonds mais ne délivrant aucune passe. La défaite face à la Lituanie lors du match suivant prive les Françaises d'une place lors du tournoi préolympique 2008. Les statistiques de Dumerc sur la compétition sont de 4,4 points et 1,2 passe en 15,9 minutes avec des pourcentages de réussite de 32,1 % et 16,7 % à deux et trois points. Elle explique plus tard que le quart perdu face à la Lettonie n'est pas du essentiellement au manque d'efficacité en attaque face à une zone mais également à des problèmes de défense sur le pick-and-roll. Ce match set aussi de révélateur sur un problème de groupe, celui-ci étant résolu l'année suivante par le nouveau sélectionneur Pierre Vincent qui déclenche une réunion sur le sujet.

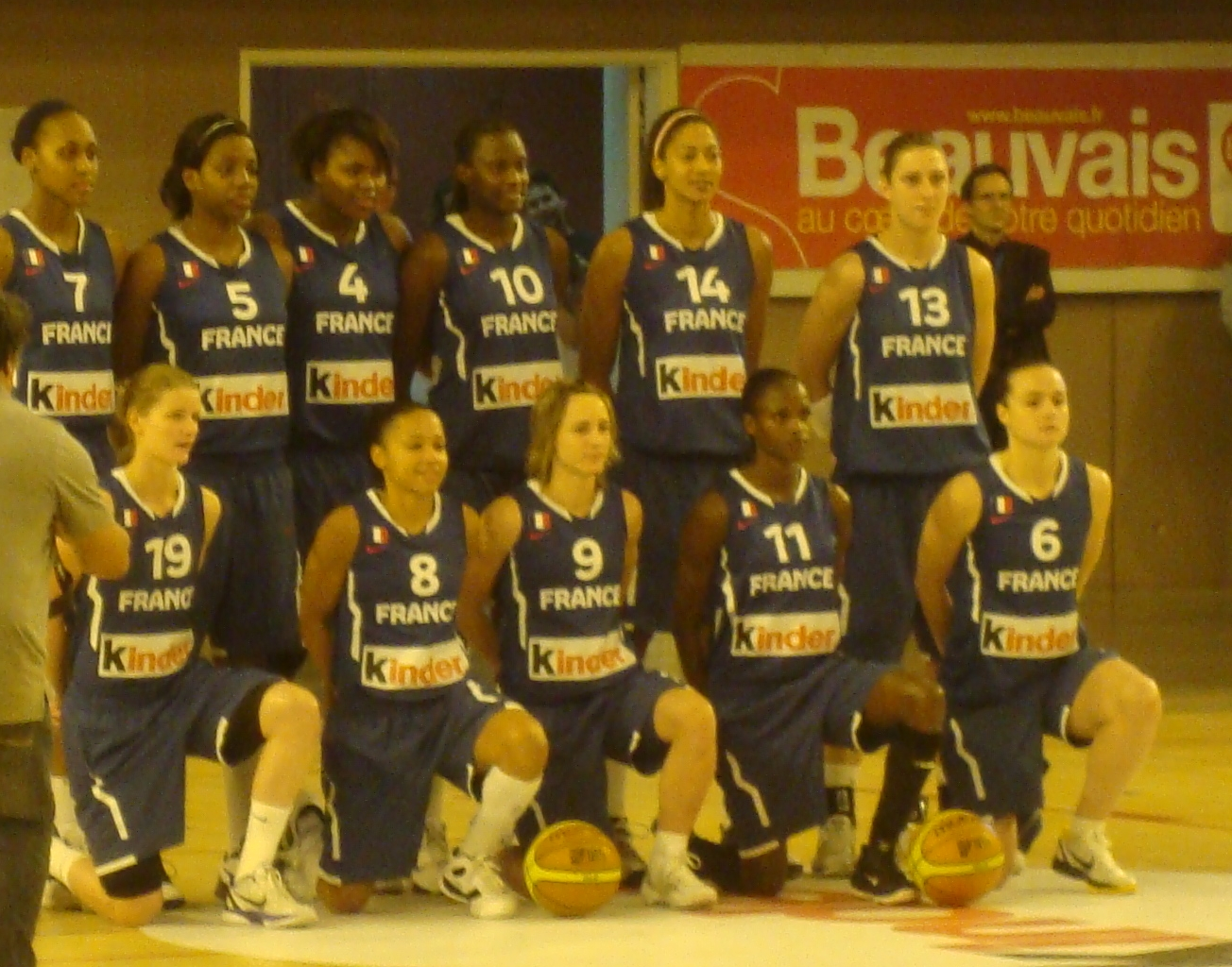
En 2011 avec l'équipe de France (premier rang, au centre).

Avec l'arrivée de ce dernier, son entraîneur de Bourges, qu'elle avait également côtoyé en équipe de France avec les sélections de jeunes, elle devient peu à peu l'un des éléments majeurs de la sélection.
Lors du championnat d'Europe 2009, les Françaises terminent invaincues des deux premiers tours, avec en particulier une victoire sur la Russie, favorite de la compétition. En quart de finale, la France est opposée à la Grèce qui, s'appuyant sur les points de Evanthía Máltsi, mène 48 à 43 à deux minutes quarante-quatre du terme de la rencontre. Dumerc ajoute un tir à trois points après un lay-up de Sandrine Gruda avant que Florence Lepron donne la victoire aux Françaises sur un dernier tir à trois points. La France l'emporte ensuite 64 à 56 face aux Biélorusses. En finale, les Françaises retrouvent les Russes et s'imposent sur le score de 57 à 53 pour obtenir le deuxième titre européen du basket-ball féminin français. Sandrine Gruda et Céline Dumerc, 8,1 points, 2,4 rebonds et 3,3 passes, sont également honorées à titre individuel en étant élues dans le meilleur cinq de la compétition.
Avec l'absence de Sandrine Gruda, forfaite pour le mondial en raison de tendinopathie aux rotules des deux genoux, les responsabilités de Céline Dumerc au sein des Bleues augmentent encore. Lors de la compétition, elle est la joueuse française la plus sollicitée par le sélectionneur avec 25 minutes 33. Elle termine au deuxième rang des marqueuses françaises avec 8,8 points, troisième rebondeuse avec 4,1 prises et meilleure passeuse avec 3,8.
Céline Dumerc reçoit le renfort de Edwige Lawson-Wade sur le poste de meneuse lors du championnat d'Europe 2011. Pierre Vincent associe même les deux joueuses par séquence. Les Françaises subissent deux défaites lors des deux premiers tours, d'abord face à la Lettonie puis face au Monténégro avant d'affronter la Lituanie en quart de finale. En s'imposant face à celle-ci sur le score de 66 à 58, les Françaises s'assurent au minimum d'une place pour le tournoi préolympique 2012. Toutefois, elles s'inclinent ensuite en demi-finale face à la Turquie sur le score de 68 à 62 après prolongation. Lors de la finale pour la troisième place, les Françaises s'imposent 63 à 56 face à la République tchèque pour obtenir la médaille de bronze. Sur l'ensemble de la compétition, Céline Dumerc termine au sixième rang des passeuses avec une moyenne de 3,8 passes. Toutefois, ses statistiques aux tirs sont moins bonnes : elle inscrit 5,8 points mais à 16 sur 54 soit 29,6 %. Elle ajoute également 4,1 rebonds. Critiquée pour ses performances — les meneuses Dumerc, Wade-Lawson sont créditées de une réussite sur neuf aux tirs, huit passes et six balles perdues sur la première mi-temps du match pour la troisième place — elle reconnait qu'elle n'a joué à son meilleur niveau sur cet Euro, expliquant qu'elle n'a « pas les qualités suffisantes pour faire de grandes choses sans confiance ou avec du doute ».

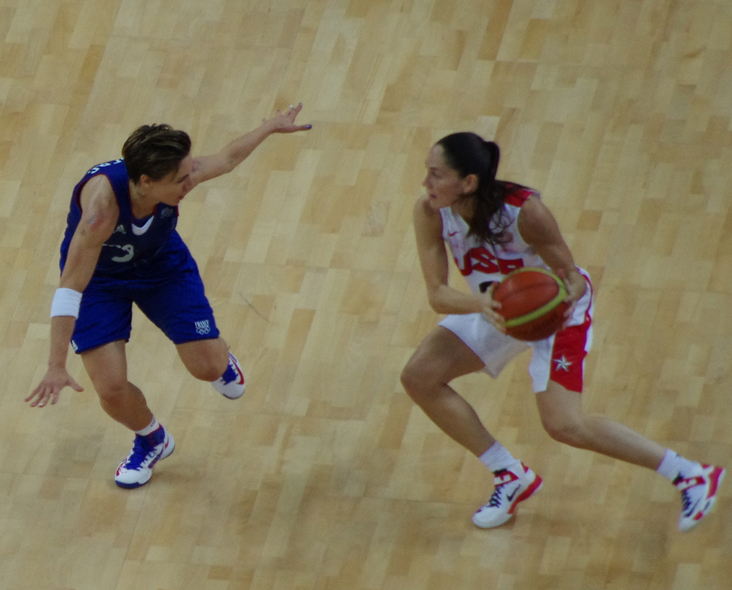
Lors de la finale olympique en 2012, en défense face à Sue Bird.

Lors du tournoi pré-olympique, où la France remporte ses trois rencontres pour obtenir le droit de participer aux jeux de Londres, les points des Françaises sont surtout apportés par le jeu intérieur, Sandrine Gruda, Isabelle Yacoubou et Nwal-Endéné Miyem occupant les trois premiers rangs des marqueuses françaises. Elle apporte toutefois 4,7 points de moyenne, avec également 2,7 rebonds et 5,3 passes. Lors du début du tournoi olympique, elle prend encore plus d'importance dans le jeu offensif de sa sélection en inscrivant 23 points, son record en équipe de France, délivre 5 passes, et réussit 4 interceptions lors de la victoire face au Brésil lors de la première rencontre. Lors des trois rencontres suivantes, trois victoires sur l'Australie, le Canada et la Grande-Bretagne, elle inscrit au moins 10 points. Sur cette dernière rencontre, elle est particulièrement décisive en réussissant deux tirs à trois points sur trois : le premier à cinq secondes du terme de la rencontre pour permettre aux Françaises de disputer une prolongation et le deuxième, inscrit à deux dixièmes du sifflet final, donne la victoire à son équipe sur le score de 80 à 77. Elle termine de nouveau meilleure marqueuse française lors de la dernière rencontre de premier tour avec 12 points, et 2 rebonds et 3 passes, lors la victoire 65 à 54 face aux Russes, les Bleues s'assurant ainsi de la première place du groupe. Avec 23 points, dont un 3 sur 5 à trois points, 6 passes et encore 4 rebonds face à la République Tchèque, elle s'avère décisive dans la qualification de la France pour les demi-finales,. Elle s'avère de nouveau prépondérante lors de la victoire 81 à 64 face aux Russes en demi-finale, inscrivant un tir à trois points qui redonne huit points d'avance au terme du troisième quart-temps. Au total, ses statistiques sur la rencontre sont de 11 points, 3 sur 5 à trois points, 2 rebonds et trois passes. Les Françaises se qualifient ainsi pour la finale du tournoi olympique face aux Américaines. Gênée par la défense de celles-ci, en particulier Diana Taurasi qui la prend en défense, elle est moins efficace que ses précédentes au tir, 2 sur 10 dont un 0 sur 5 à trois points. Elle capte toutefois 3 rebonds, délivre 3 passes et réussit 4 interceptions. Les Américaines remportent la rencontre sur le score de 86 à 50. Les Françaises remportent la première médaille d'argent du basket-ball féminin.
Pendant ce tournoi, elle et son équipe gagnent une importante notoriété médiatique. Celle-ci est nettement plus importante que l'intérêt suscité après la victoire lors de la victoire au championnat d'Europe 2009, où selon Dumerc, « lorsque nous avons été championnes d'Europe, trois jours après, plus personne n'en parlait. ». Cela se traduit après les Jeux par de nombreuses sollicitations, le président de Bourges révélant qu'il dû réguler les demandes, le club devant faire face parfois à trois reportages d'équipes de télévision lors de la même semaine. Céline Dumerc arrive troisième au référendum de la sportive de l'année du quotidien sportif français L'Équipe derrière les championnes olympiques Camille Muffat et Lucie Décosse, qu'elle a côtoyée à l'INSEP.
Malgré un effectif largement renouvelé, avec cinq joueuses présentes aux Jeux - Clémence Beikes, Jennifer Digbeu, Élodie Godin, Marion Laborde et Florence Lepron absentes pour différentes raisons - l'équipe de France figure parmi les principales favorites au titre européen 2013, dont la compétition se déroule en France. Elle termine les deux premiers tours avec six victoires et aucune défaite. Lors du premier match à élimination directe, en quart de finale contre la Suède, sa deux centième sélection sous le maillot bleu, elle s'avère décisive lors d'une victoire difficile sur le score de 87 à 83 : bien que gênée par des problèmes de fautes, quatrième concédée dès la vingt-quatrième minute, elle inscrit trois paniers à trois points dans les deux dernières minutes pour un total de seize points. En demi-finale, la France s'impose face à la Turquie sur le score de 57 à 49, Dumerc, malgré son plus grand temps de jeu de la compétition, 30 minutes, n'inscrivant que 4 points, un sur six aux tirs. Lors de la finale, perdue face à l'Espagne sur le score de 70 à 69, elle termine avec 11 points, trois sur trois à trois points, et 3 rebonds et 3 passes. Elle figure dans le meilleur cinq de la compétition, en compagnie de sa compatriote Isabelle Yacoubou, de la Suédoise Frida Eldebrink et des Espagnoles Alba Torrens et Sancho Lyttle, cette dernière remportant le titre de meilleure joueuse de la compétition.
En 2015, elle est membre de l'équipe qui atteint la finale de l'Euro 2015 mais cède face à la Serbie qui conquiert son premier titre de Championne d'Europe (68-76).
Elle est membre de l'équipe de France qualifiée pour les Jeux de Rio, dont le nom est même évoqué pour être porte-drapeau de la délégation olympique française, mais elle est victime d'une sérieuse entorse à l'entraînement les jours précédant la compétition et doit déclarer forfait. Elle est remplacée par Amel Bouderra. Restée à Rio pour supporter l'équipe, elle ne ferme pas la porte à une nouvelle campagne avec les Bleues : « Finir comme ça ne m’enchante pas. Il faut que je me rétablisse, que je sache exactement ce qu’il en est de cette blessure : opération ou pas. J’ai une saison avec mon nouveau club de Basket Landes qui va débuter. La réflexion sur l’Équipe de France viendra après. Si j’en ai la capacité et l’opportunité je me dis que je ne peux pas m’arrêter sur une blessure. Les mois à venir et mon corps détermineront si je peux poursuivre ».
Fin septembre 2016, elle déclare : « le fait d’avoir terminé cet été 2016 par un forfait, me laisse un petit goût amer. Je n’ai pas envie de finir en Équipe de France de cette manière (...) si Valérie Garnier fait appel à moi, bien sûr que je vais avoir envie de revenir en bleu et de gagner ma place (...) À moi d’aller chercher ma place pour porter le maillot de l’Équipe de France encore un peu. Dans l’idée, j’aimerais pouvoir disputer une dernière compétition, à savoir l’Euro 2017 ». Elle est retenue pour cette dernière compétition internationale : « quand je suis rentrée en France, la question de me faire opérer s’est posée. Il y a un spécialiste que j’ai vu qui m’annonçait six mois d’arrêt. Je me suis dit qu’il me restait peu de temps à jouer, que ce n’était qu’une cheville, et j’ai pris le parti de dire que l’opération n’était pas nécessaire surtout à ce moment-là de ma carrière. J’ai repris avec mon club et comme tout allait bien et que je n’avais aucune séquelle, j’ai dit à Valérie Garnier qu’elle pouvait compter sur moi (...) C'est ma dernière sortie en bleu ».
Le 2 juin 2017 à l'occasion du match opposant la France au Monténégro (66-60) Céline Dumerc devient la joueuse la plus capée de l'histoire du basket-ball féminin français avec 255 sélections, ravissant ce record à Paoline Ekambi qui détenait ce record depuis 24 ans.
Elle conclut sa carrière internationale à l'Eurobasket 2017 à Prague, finissant à la deuxième place de la compétition après une finale perdue face à l'Espagne (71-55) : « Finir un tournoi sur une défaite, c’est toujours dur. Le titre nous échappe une fois de plus. Mais demain, je serai contente de finir avec une médaille autour du cou. Même si ce n’est pas aussi fort qu’un titre. Il ne faut pas bouder son bonheur ».
Début mai 2020, en parallèle à sa carrière en club, elle va intégrer la FFBB dans un rôle de Manager générale.

### Consultante chez France Télévisions
Début février 2020, alors qu'elle est toujours en activité au sein de l'équipe de Basket Landes, Céline Dumerc va vivre sa première collaboration médiatique car elle est recrutée en qualité de consultante au sein du service des sports de France Télévisions. Son recrutement est effectué en prévision des JO de Tokyo de 2020 au cours desquels elle devrait intervenir pour les rencontres de l'équipe de France féminine de basket,.

## Vie privée
Elle s'implique dans des actions de solidarité. Après le premier match des Championnes de Cœur au profit de l’UNICEF, Céline Dumerc intègre la Team UNICEF, où elle rejoint des sportifs comme la joueuse de tennis Alizé Cornet, la skieuse Tessa Worley, le perchiste Renaud Lavillenie, le biathlète Martin Fourcade et le footballeur Rio Mavuba. Elle lance pour l'été 2015 son premier camp de basket qui s'adresse aux meneuses de jeu. Elle, son équipière à Basket Landes Alexia Plagnard et le rugbyman Yann Brethous prêtent leur image à une campagne d’affichage visant à lutter contre les discriminations envers les personnes séropositives.
En juin 2021, elle fait son coming out dans un documentaire intitulé « Faut qu’on parle » et diffusé sur MyCanal.

## Palmarès et distinctions

### Palmarès

#### Sélection nationale
Seniors
- Championne d'Europe 2009 à Riga (Lettonie)
- Médaille de bronze au championnat d'Europe 2011[118] en Pologne.
- Médaille d'argent aux Jeux Olympiques 2012 de Londres
- Médaille d'argent au Championnat d'Europe 2013 en France
- Médaille d'argent au championnat d'Europe 2015[88] en Hongrie et Roumanie
- Médaille d'argent au championnat d'Europe 2017 en République Tchèque

Jeunes
- Médaille de bronze au championnat d'Europe cadettes 1997
- Médaille de bronze au championnat d'Europe des 20 ans et moins 2002
- Médaille de bronze au championnat du monde des 21 ans et moins 2003

#### Club

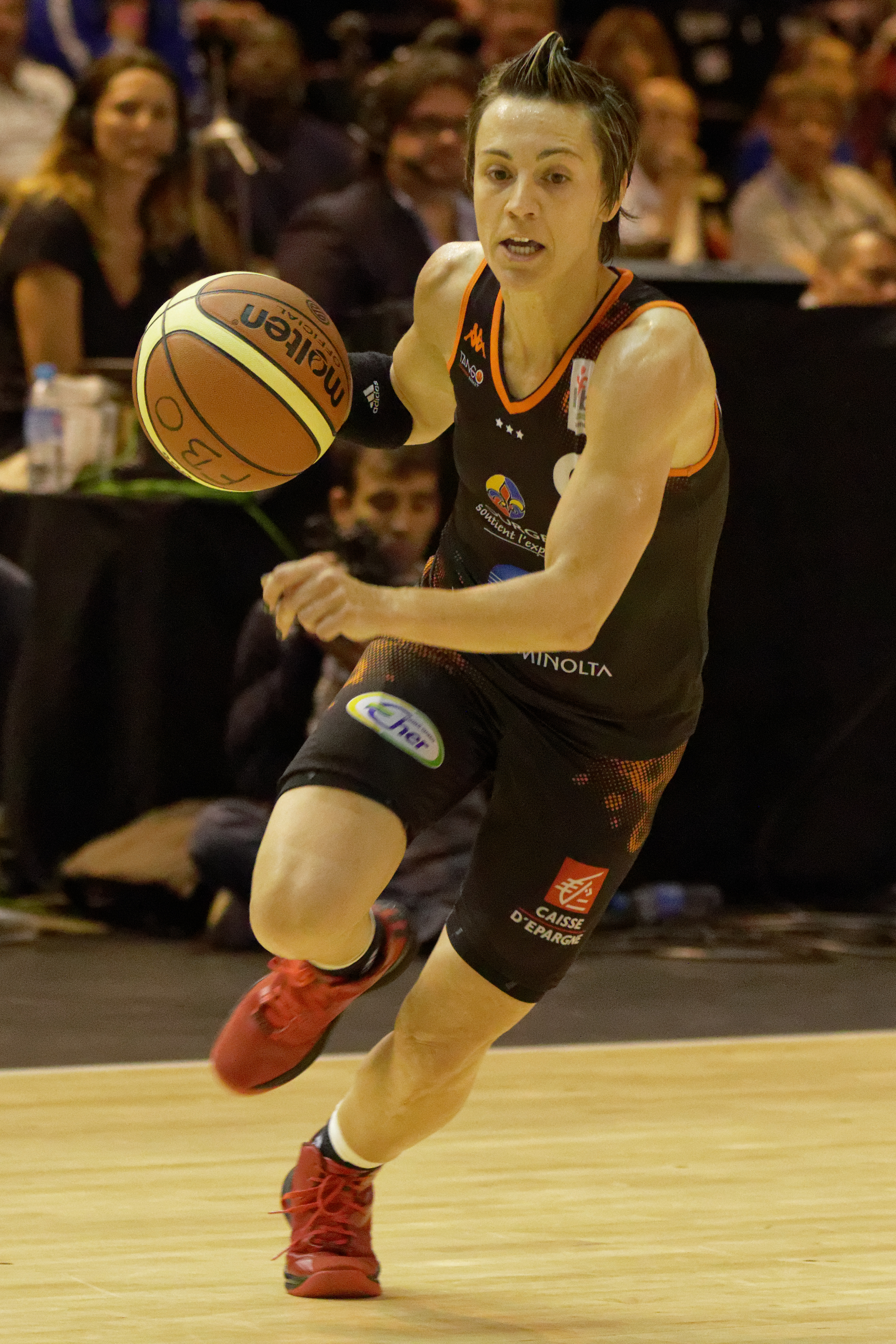
Lors de la finale de la Coupe de France 2015.

Son palmarès dans des compétitions nationales est:
- Championne de France : 2006, 2008, 2009, 2012, 2013[119], 2015[120] et 2021[121].
- Finaliste du Championnat de France féminin de basket-ball : 2003, 2004, 2005
- Vainqueur de la Coupe de France : 2005, 2006, 2008, 2009, 2014, 2022[122], 2023[123]
- Vainqueur du Tournoi de la Fédération : 2006, 2007, 2008 ;
- Match des champions : 2014[124], 2015[125]
- Finaliste du Tournoi de la Fédération : 2005 ;
- Vainqueur de la Superligue russe 2010 et 2011
- Vainqueur de la Coupe de Russie 2010

Son palmarès dans des compétitions internationales est :
- Finaliste de la Coupe Ronchetti : 2002
- Troisième de l'Euroligue 2012-2013[25]
- Vainqueur de l'Eurocoupe : 2016[126].

### Distinctions personnelles

#### Récompenses décernées par des organismes du basket-ball
- Meilleure espoir du championnat de France 2001 et 2002[127]
- Meilleure joueuse du Tournoi de la Fédération 2007
- Meilleure joueuse française du championnat de France 2007-2008[127] et championnat de France 2013-2014[29]
- Joueuse de l'année 2012 pour la FIBA Europe (vote du public et des experts)[128]
- Désignée dans le meilleur cinq des championnats d'Europe 2009, 2013[87] et 2015
- Décorée de la médaille Robert Busnel, plus haute distinction de la Fédération française de basket-ball, en juillet 2013[129].
- Trophée Alain Gilles 2017[130]
- Meilleur cinq des 20 ans de la Ligue féminine de basket[131]

#### Distinctions médiatiques
- Sportif de l’année 2012 élue par les auditeurs et internautes de France Info[132] (elle est la première femme distinguée par ce prix créé en 2008)
- Joueuse européenne de l'année 2012 selon le journal italien Gazzetta dello Sport[133]
- Élue 3e du classement établi des joueuses européennes par la Gazzetta dello Sport pour l'année 2013[134].
- Élue 3e du classement des Championnes des champions français de L'Équipe en 2012[135]

#### Décorations civiles
- Chevalier de l'ordre national du Mérite (décret du 31 décembre 2012)[136]
- En 2016, elle reçoit la Médaille de la Ville de Bourges[137]
- Chevalier de la Légion d'honneur (décret du 31 décembre 2021)[138]

### Hommages
En décembre 2023 à Gennevilliers le gymnase Joliot-Curie change de nom et est rebaptisé Céline-Dumerc.
En novembre 2024, le gymnase communal de Coulounieix-Chamiers, qu'elle inaugure après rénovation, prend son nom.